# Abdullah Hassoun
Abdullah Hassoun Tarmin (arabisch عبد الله حسون ترمين, DMG ʿAbd Allāh Ḥassūn Tarmīn; * 19. März 1997 in Dschidda) ist ein saudi-arabischer Fußballspieler.

## Karriere

### Verein
Er wechselte zur Saison 2018/19 aus der U23 von al-Ahli in die erste Mannschaft. Für die Rückrunde der Saison 2021/22 wurde er an al-Tai ausgeliehen. Seit der Spielzeit 2022/23 steht er beim Damac FC unter Vertrag.

### Nationalmannschaft
Mit der U20 spielte er bei der Weltmeisterschaft 2017 im letzten Gruppenspiel und dem Achtelfinale.
Weiter ging es danach bei der U23, mit welcher er an der Asienmeisterschaft 2018 teilnahm, dort jedoch nicht eingesetzt wurde. Bei den Asienspielen 2018 kam er dann aber in einigen Partien zum Einsatz. Sein letztes Turnier mit der Mannschaft war dann die Asienmeisterschaft 2020, wo er aber ebenfalls keine Einsätze bekam.
Sein Debüt in der A-Nationalmannschaft hatte er am 17. November 2020 bei einer 2:1-Freundschaftsspielniederlage gegen Jamaika. Er stand dabei in der Startelf und verblieb auch den kompletten Spielverlauf über auf dem Feld.
Er wurde für den Kader der Olympischen Spiele 2020 in Tokio nominiert, kam dort jedoch in keiner Partie zum Einsatz.